# Фрейман, Сергей Николаевич
Сергей Николаевич Фрейман (25 апреля (7 мая) 1882, Владивосток — 14 апреля 1946, Ташкент) — советский, ранее российский, шахматист.

## Биография
Родился в семье офицера (впоследствии генерал-майора) Николая Рудольфовича Фреймана, выпускника Пажеского корпуса, участника Русско-турецкой войны 1877—1878.
Окончил Петербургский электротехнический институт.
Во время Первой мировой войны служил в чине прапорщика в запасном электротехническом батальоне.
С начала 1920-х годов жил в Средней Азии (Кушка, затем Ташкент). Работал шахматным тренером, вёл шахматный отдел в газете.
Первого успеха в шахматах добился в 5-м Всероссийском турнире (1907) — 5-е место. В турнире любителей Петербурга (1908) — 1—2-е место; получил право играть в международном турнире памяти М. И. Чигорина (1909) — 18-е место. В турнире сильнейших шахматистов Петербурга (1910) — 1—3-е место. Выиграл матч у Е. А. Зноско-Боровского — 10 : 8 (+5 −3 =10; Санкт-Петербург, 1911). Участник международных турниров в Кёльне (1911) — 2—5-е и Аббации (1912) — 6—7-е места.
4-кратный чемпион Узбекистана и неоднократный чемпион Ташкента. Победитель среднеазиатских турниров 1927 (1—2-е место с Н. Н. Рудневым) и 1933; чемпионатов Туркмении (1929) и Киргизии (1937, вне конкурсов). Сыграл вничью матч с Ф. И. Дуз-Хотимирским — 5 : 5 (Ташкент, 1926). Участник 6 чемпионатов СССР (1924—1935); лучший результат — 2-е место (1929).
Скончался 14 апреля 1946 года, похоронен на Боткинском кладбище Ташкента.

## Спортивные результаты
| Год         | Город     | Соревнование                                                                            | +     | −     | =   | Результат             | Место |
| ----------- | --------- | --------------------------------------------------------------------------------------- | ----- | ----- | --- | --------------------- | ----- |
| 1907        | Лодзь     | 5-й Всероссийский турнир                                                                | 6     | 5     | 2   | 7 из 13               | 5     |
| 1908        | Петербург | Осенний турнир петербургского шахматного собрания                                       |       |       |     |                       | 1     |
| 1909        | Петербург | Турнир памяти М. И. Чигорина                                                            | 3     | 10    | 5   | 5½ из 18              | 18    |
|             | Вильно    | Турнир российских шахматистов                                                           | 7     | 7     | 4   | 9 из 18               | 2—3   |
| 1910        | Петербург | Турнир сильнейших шахматистов Петербурга                                                |       |       |     |                       | 1—3   |
| 1911        | Петербург | Матч с Е. А. Зноско-Боровским                                                           | 5     | 3     | 10  | 10 : 8                |       |
|             | Кёльн     | Международный турнир                                                                    |       |       |     |                       | 2—5   |
| 1912        | Аббация   | Тематический гамбитный турнир                                                           | 9     | 9     | 3   | 10½ из 21             | 6—7   |
|             | Вильно    | Всероссийский турнир мастеров                                                           | 5     | 7     | 6   | 8 из 18               | 8     |
| 1913 / 1914 | Петербург | Всероссийский турнир мастеров                                                           | 6     | 9     | 2   | 7 из 17               | 12    |
| 1924        | Москва    | 3-й чемпионат СССР                                                                      | 4     | 14    | 0   | 4 из 17               | 16—17 |
| 1925        | Ленинград | 4-й чемпионат СССР                                                                      | 2     | 11    | 6   | 5 из 19               | 19    |
| 1926        | Ташкент   | Матч с Ф. И. Дуз-Хотимирским                                                            | 5     | 5     | 0   | 5 : 5                 |       |
| 1927        | Ташкент   | Чемпионат Ташкента                                                                      |       |       |     |                       | 1     |
|             | Ташкент   | Среднеазиатский турнир (чемпионат Средней Азии)                                         |       |       |     |                       | 1—2   |
|             | Москва    | 5-й чемпионат СССР                                                                      | 8     | 9     | 3   | 9½ из 20              | 10—12 |
| 1929        | Ашхабад   | 2-й чемпионат Туркменской ССР                                                           | 20    | 0     | 0   | 20 из 20              | 1     |
|             | Одесса    | 6-й чемпионат СССР (четвертьфинальный турнир) (полуфинальный турнир) (финальный турнир) | 6 4 2 | 1 1 2 | 1 0 | 6½ из 8 4 из 5 2 из 4 | 2     |
| 1931        | Москва    | Полуфинал 7-го чемпионата СССР                                                          |       |       |     |                       |       |
|             |           | 2-й чемпионат Узбекской ССР                                                             | 6     | 5     | 1   | 6½ из 12              | 6     |
| 1932        | Ташкент   | 3-й чемпионат Узбекской ССР                                                             | 14    | 1     | 2   | 15 из 17              | 1     |
| 1933        | Ташкент   | Среднеазиатский турнир (чемпионат Средней Азии)                                         |       |       |     |                       | 1     |
|             | Ленинград | 8-й чемпионат СССР                                                                      | 6     | 11    | 2   | 7 из 19               | 16—17 |
| 1934        | Ташкент   | 4-й чемпионат Узбекской ССР                                                             | 10    | 1     | 3   | 11½ из 14             |       |
| 1934 / 1935 | Ленинград | 9-й чемпионат СССР                                                                      | 1     | 11    | 7   | 4½ из 19              | 20    |
| 1935        |           | 5-й чемпионат Узбекской ССР                                                             | 9     | 1     | 2   | 10 из 12              | 1     |
| 1936        | Ленинград | Отборочный турнир мастеров                                                              |       |       |     |                       |       |
| 1937        | Фрунзе    | Чемпионат Киргизской ССР                                                                |       |       |     |                       | 1     |
|             | Ташкент   | 6-й чемпионат Узбекской ССР                                                             | 12    | 1     | 4   | 14 из 17              | 1     |
| 1938        | Ленинград | Полуфинал 11-го чемпионата СССР                                                         | 5     | 9     | 3   | 6½ из 17              | 15—17 |
|             | Ташкент   | 7-й чемпионат Узбекской ССР                                                             |       |       |     | из                    |       |